# Kemelbek Kassimkulovitx Nanaiev
Kemelbek Kassimkulovitx Nanaiev (kirguís: Кемельбек Касымкулович Нанаев)  (Merki, 7 de novembre de 1945 - Província d'Issik Kul, 4 d'abril de 2013) va ser un economista i polític kirguís que va ocupar el càrrec de president del Banc Nacional de la República del Kirguizstan (1992-1994), ministre de Finances (1994-1996) i ambaixador del Kirguizstan davant la Federació Russa, Armènia, l'Azerbaidjan i Geòrgia. Nanaiev va exercir un paper molt actiu en la millora de les relacions exteriors del Kirguizstan.

## Primers anys
Nanaev va néixer el 7 de novembre de 1945 al poble de Merki, a la província de Jàmbil de la República Socialista Soviètica del Kazakhstan. Es va llicenciar en Economia en la Universitat Nacional del Kirguizstan en 1967 i, tres anys després, va obtenir un màster en Economia en la Universitat Estatal de Moscou (MSU).

## Trajectòria
Després de deixar la MSU, Nanaiev va treballar com a professor associat en la Universitat Nacional del Kirguizstan i en llocs del Partit Comunista de Kirguízia durant vint anys. Després de la caiguda de l'URSS, va ser president del Banc Comercial Maksat. De 1992 a 1994, va ser president del Banc Central del Kirguizstan. Dos anys més tard, es va convertir en ministre de Finances, al mateix temps que ocupava el càrrec de viceprimer ministre. Entre 2001 i 2005, va ser ambaixador del Kirguizstan en la Federació Russa, Armènia, l'Azerbaidjan i Geòrgia, i també va ser representant especial del president del Kirguizstan per al desenvolupament de les relacions comercials i econòmiques amb la Federació Russa.

## Detenció
El març de 2006, el fiscal general del Kirguizstan va emetre una ordre de detenció contra Nanaiev. L'ordre de detenció es basava en una acusació de corrupció durant el seu mandat com a president del Banc Central. Se l'acusava d'haver robat grans quantitats d'or concentrat. Va ser detingut el 27 d'octubre de 2010, però va quedar en llibertat sota fiança l'endemà.

## Mort
Nanaiev va morir el 4 d'abril de 2013 a la província d'Issik Kul, al Kirguizstan, on estava sotmès a un tractament mèdic. La seva cerimònia fúnebre es va celebrar el 6 d'abril de 2013 i va ser transmesa per la televisió kirguís.